# Libodřice
Libodřice är en ort i Tjeckien.   Den ligger i regionen Mellersta Böhmen, i den centrala delen av landet, 50 km öster om huvudstaden Prag. Libodřice ligger 275 meter över havet och antalet invånare är 268.
Terrängen runt Libodřice är lite kuperad, och sluttar norrut. Runt Libodřice är det ganska tätbefolkat, med 52 invånare per kvadratkilometer. Närmaste större samhälle är Kolín, 8,4 km öster om Libodřice. Trakten runt Libodřice består till största delen av jordbruksmark.